# HMS Rattler (1843)
L'HMS Rattler fu uno sloop in legno dotato di 9 cannoni della Royal Navy e la prima nave da guerra britannica ad adottare un'elica a vite azionata da un motore a vapore. Fu probabilmente la prima nave da guerra di questo tipo al mondo; lo sloop USS Princeton fu varato dopo l'HMS Rattler, ma fu messo in servizio molto prima.

## Antefatto
La propulsione a vite aveva alcuni evidenti vantaggi potenziali per le navi da guerra rispetto alla propulsione a pale. In primo luogo, le ruote a pale erano esposte al fuoco nemico in combattimento, mentre un'elica e i suoi macchinari erano nascosti in sicurezza ben al di sotto del ponte. In secondo luogo, lo spazio occupato dalle ruote a pale limitava il numero di armi che una nave da guerra poteva portare, riducendo così la sua bordata. Questi potenziali vantaggi erano ben compresi dall'ammiragliato britannico, ma non era convinto che l'elica fosse un sistema di propulsione efficace. Fu solo nel 1840, quando la prima nave a vapore a propulsione ad elica al mondo, la SS Archimedes, completò con successo una serie di prove contro le più veloci imbarcazioni con ruote a pale, che la Marina decise di condurre ulteriori prove della tecnologia. Per questo scopo, la Marina costruì la HMS Rattler.

## Costruzione
L'HMS Rattler fu varata il 13 aprile 1843 al Sheerness Dockyard e trainato nel cantiere di Maudslay per l'installazione dei suoi macchinari. Ricevette un motore a vapore verticale a quattro cilindri ad espansione singola con doppio cilindro, della potenza di 200 nhp e sviluppa 326 chilowatt (437 ihp). Fu ramata al Woolwich Dockyard e vennero fatta diverse prove nel corso dei due anni successivi, il suo primo giorno in mare fu il 30 ottobre 1843. Il suo armamento consisteva in un singolo cannone da 20 cm e otto cannoni da 32 lb posti sulle fiancate. Fu commissionata a Woolwich il 30 gennaio 1845 e fu comandata per la prima volta dal comandante Henry Smith.

## Storia di servizio

### Prove
L'HMS Rattler fu impegnato contro diverse imbarcazioni dotate di ruote a pale dal 1843 al 1845. Queste prove estese dimostrarono in modo conclusivo che l'elica a vite era tanto buona quanto, anzi, superiore alla ruota a pale quanto un sistema di propulsione. La più famosa di queste prove si svolse nel marzo 1845, quando l'HMS Rattler sconfisse definitivamente l'HMS Alecto in una serie di gare, seguite da una gara di tiro alla fune in cui Rattler trainava Alecto all'indietro ad una velocità di 2 nodi (3,7 km/h). Questo è quello che viene commemorato ancora oggi al Portsmouth Historic Dockyard. Un gran numero di eliche furono testate durante questo periodo su HMS Rattler per trovare il progetto di elica più efficace.
Il 17 maggio 1845, HMS Rattler e i piroscafi HMS Monkey e HMS Blazer rimorchiarono HMS Erebus e HMS Terror verso le isole Orcadi, ma abbandonarono il rimorchio 60 nmi (circa 110 km) a nord-ovest di Stromness. L'HMS Rattler tornò a Woolwich il 10 giugno. Nel giugno del 1845 l'HMS Rattler prestò servizio con l'Experimental Squadron. Il 29 agosto 1846, mentre prestava servizio con lo Squadron of Evolution, si incagliò a Lisbona, in Portogallo; fu recuperata. Lasciò lo squadrone nel novembre 1846 per Gibilterra, dove trainò l'HMS Superb. Toccarono anche Lisbona e l'America del Sud, tornando per essere ricompensata nel settembre 1847.

### Servizio in Africa contro la schiavitù
L'HMS Rattler fu comandata dal comandante Arthur Cumming dal 12 febbraio 1849 al 15 aprile 1851. Durante questo periodo fu di stanza al largo della costa occidentale dell'Africa e, il 30 ottobre 1849, catturò il brigantino brasiliano Alepide, usato come nave negriera.

### Battaglia di Ty O Bay
Il 4 agosto 1855, HMS Rattler, HMS Eaglet e la USS Powhatan combatterono una battaglia navale vicino al villaggio di Ty O, Lantau, contro pirati cinesi.

### Seconda guerra anglo-birmana
In seguito prestò servizio in Africa e nelle Indie orientali, partecipando alla seconda guerra anglo-birmana.

## Sorte
L'HMS Rattler fu smantellato a Woolwich tra luglio e novembre del 1856.